# Sachsenberg-Werke

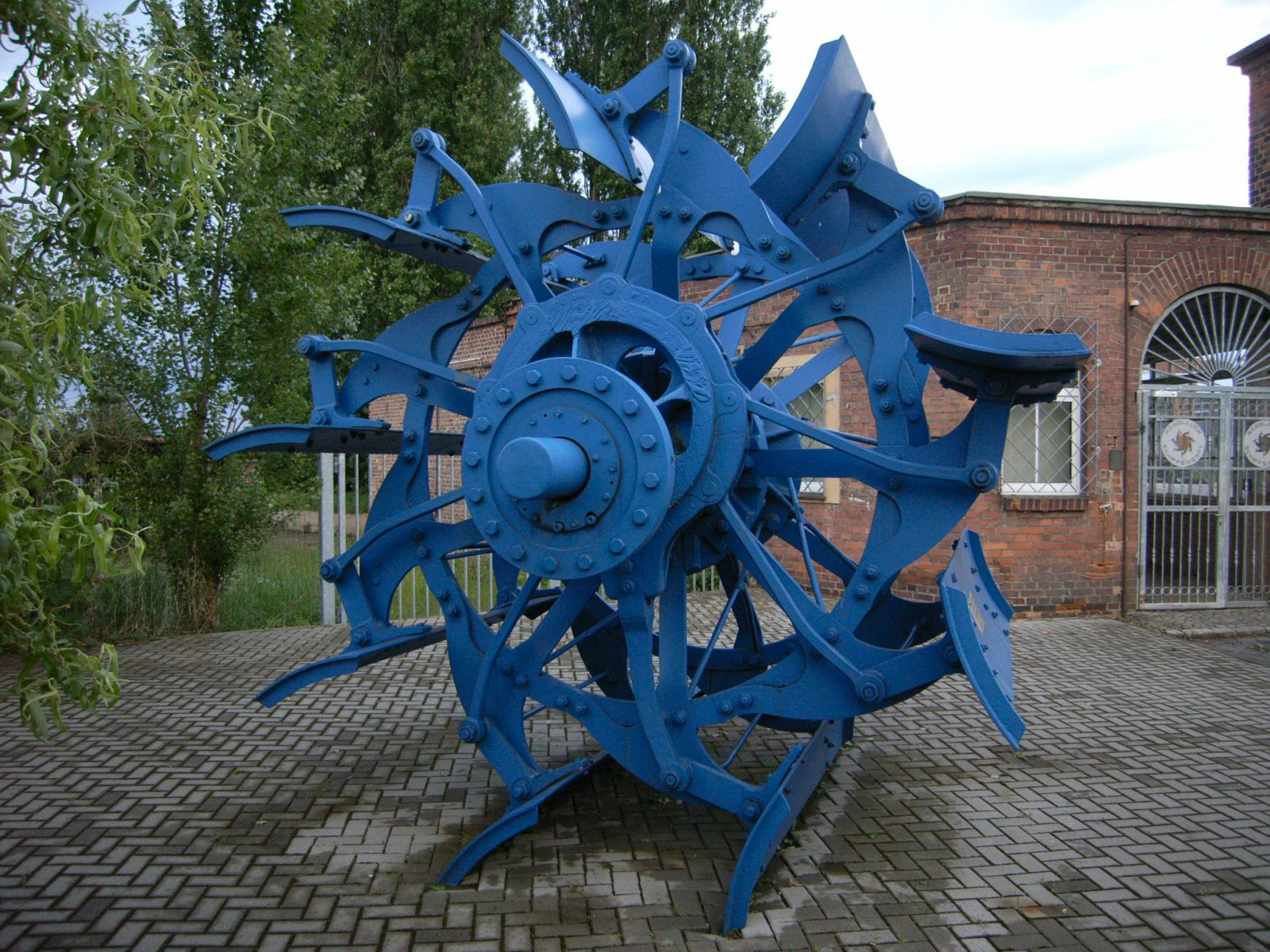
Exzentergesteuertes Schaufelrad an der Roßlauer Schiffswerft

Das 1844 als Gebrüder Sachsenberg gegründete Unternehmen (seit 1908 Gebrüder Sachsenberg AG) war ein Unternehmen des Maschinen- und später Schiffbaus, das die Industrialisierung der Stadt Roßlau maßgeblich beeinflusste. Nach dem Zweiten Weltkrieg wurde das Werk enteignet, im Zuge von Reparationspflichten völlig demontiert und in der SBZ / DDR als VEB Elbe-Werk und VEB Roßlauer Schiffswerft wieder errichtet. Nach Verkauf durch die Treuhand erfolgte 1994 die Umfirmierung zur RSW Roßlauer Schiffswerft GmbH & Co. KG, diese ist heute Teil der Heinrich Rönner Gruppe.

## Geschichte

### Beginn (1844)

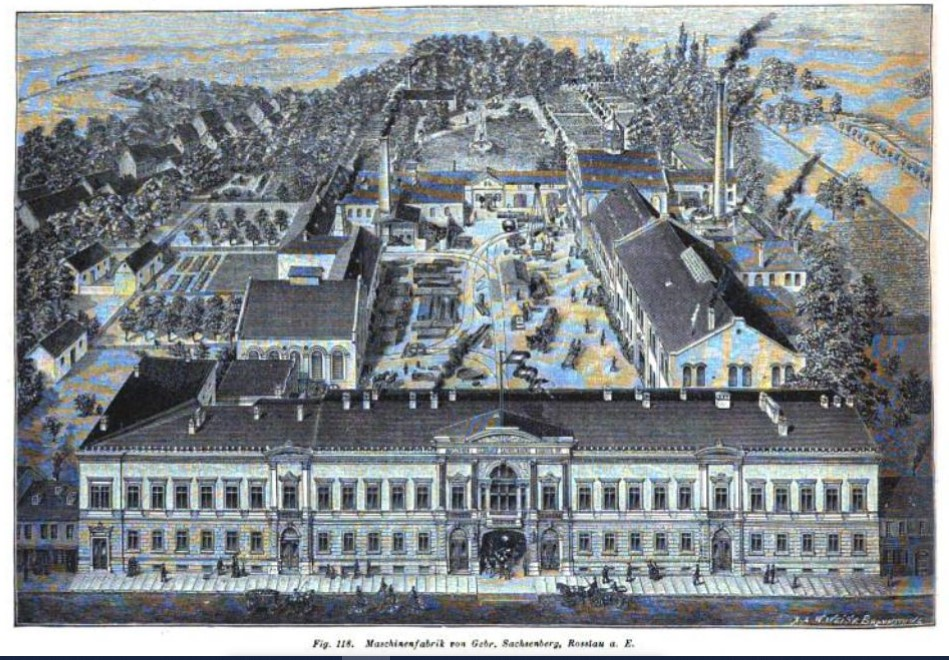
Vogelschau über die Maschinenfabrik der Gebr. Sachsenberg, Anfang 1890
Holzstich, signiert W. Weise, X.A., Braunschweig

1844 bauten die Brüder Gottfried, Friedrich und Wilhelm Sachsenberg die geerbte väterliche Schmiede durch Zukauf eines Geländes an der Hauptstraße (später: Elbe-Werk) aus und begründeten 1851 die Eisengießerei und Maschinenfabrik Gebr. Sachsenberg. Die wichtigsten Produktlinien waren Dampfmaschinen, Ziegelpressen, und Destillationsgeräte. Das Unternehmen war so erfolgreich, dass die Unternehmer zu den höchstbesteuerten Fabrikanten des Herzogtums Anhalt gehörten. Wilhelm Sachsenberg (1822–1875) und Gotthard Sachsenberg (1849–1914), der Sohn von Gottfried, wurden in der Kurie der meistbesteuerte Handels- und Gewerbetreibenden in den Landtag des Herzogtums Anhalt gewählt.

### Gründung einer Schiffswerft (1866)

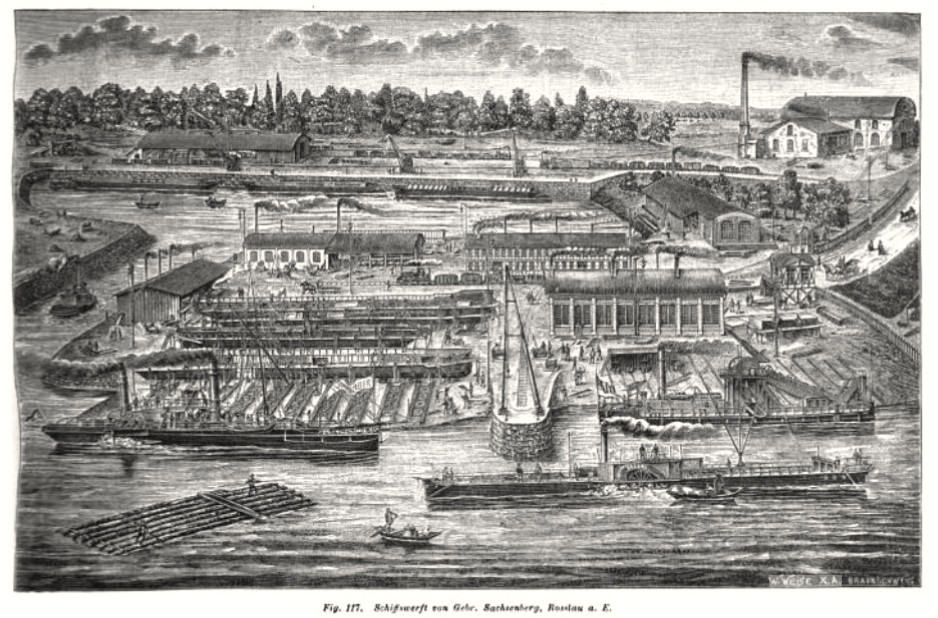
Vogelschau über die Schiffswerft von Gebr. Sachsenberg, Anfang 1890
Xylographie von Wilhelm Weise

1866 erweiterten die Brüder Sachsenberg ihr Unternehmen durch die Gründung einer Schiffswerft an der Elbe (heute Roßlauer Schiffswerft), in der zunächst Schiffsreparaturen ausgeführt wurden. 1869 verließ der erste selbstgebaute Raddampfer Hermann die Werft, die sich in der Folgezeit durch den Bau der damals noch recht neuen Stahlschiffe (statt der bis dahin gebräuchlichen Holzschiffe) einen Namen machen konnte. Hinzu kamen Spezialschiffe wie der Bau von Schwimmbaggern (ab 1876), Tankschiffen, Fischereifahrzeugen und Seeschiffen. Als eines der bedeutendsten Unternehmen aus Roßlau präsentierten sich die Sachsenberg-Werke 1893 auf der Weltausstellung in Chicago.

### Zweigbetriebe in Köln-Deutz und Stettin (1900, 1918)

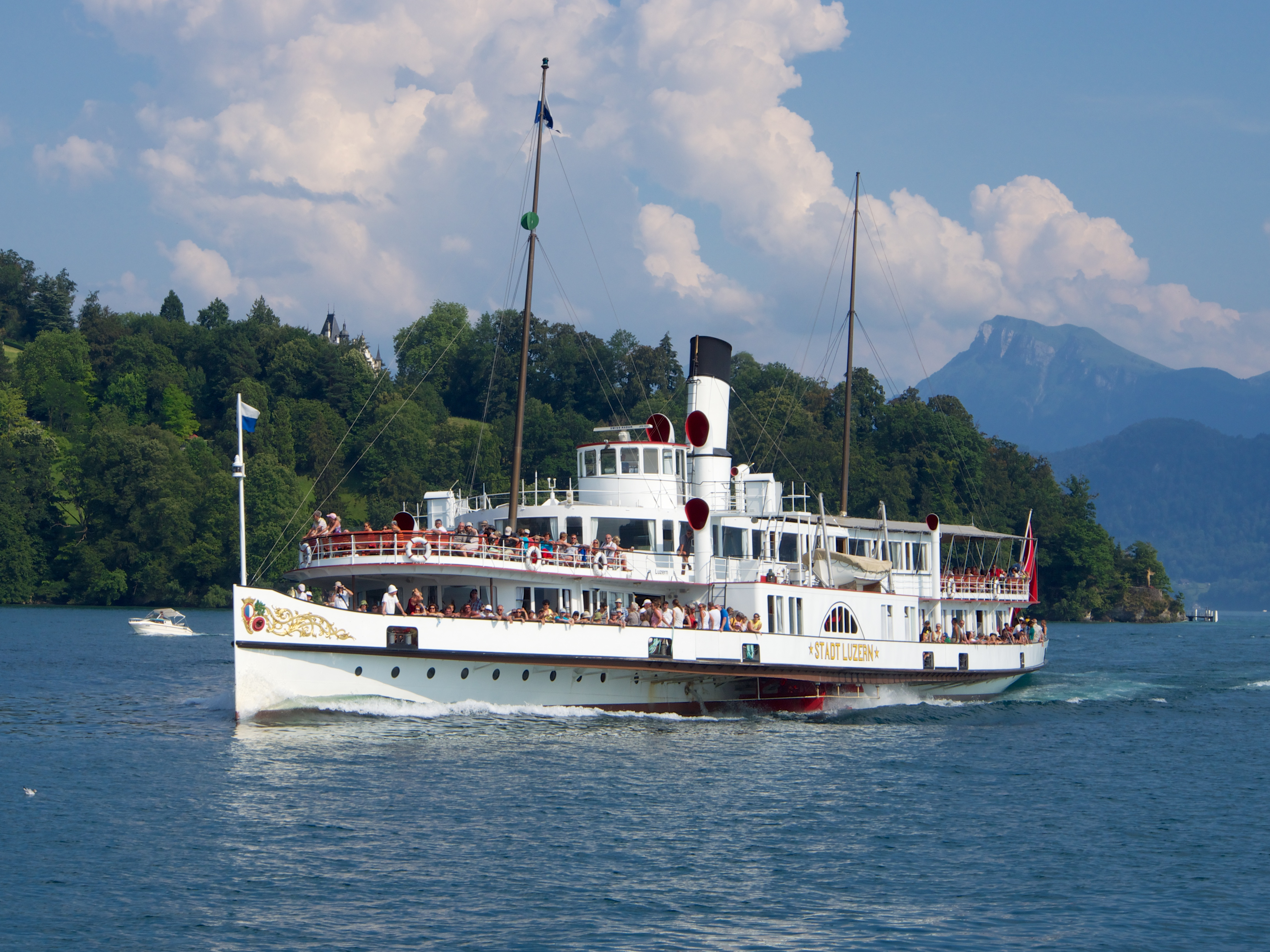
Raddampfer Stadt Luzern, erbaut 1928 durch Gebr. Sachsenberg

Aktie über 20 RM der Gebrüder Sachsenberg AG vom 7. September 1934

Eine besondere Spezialität waren Kettenschleppschiffe für die Elbe, die sich gut bewährten. Daraufhin wurden auch Kettenschlepper für die Saale und den Main gebaut. Das führte 1900 zur Eröffnung eines Zweigbetriebs in Köln-Deutz. Jetzt erhöhte sich der Kundenkreis über den Rhein bis zum Bodensee, und im Jahr 1900 war das Schiffbau-Unternehmen der Gebr. Sachsenberg die größte Binnenschiffswerft Europas.
Durch die Übernahme der früheren Werft von G. Koch in Stettin (1918) expandierte das Unternehmen weiter und beschäftigte 1922 rund 1.700 Mitarbeiter. 1934 übernahm Gotthard Sachsenberg die Leitung des Unternehmens, 1939 folgte der Entzug der Leitungsbefugnis, da Sachsenberg die Umstellung auf Kriegsproduktion verweigerte. Er wurde jedoch Mitglied des Aufsichtsrats der Aktiengesellschaft.

### Gründung der Land- und See-Leichtbau GmbH (1936)
1936 gründete die Gebr. Sachsenberg AG in Berlin die Land und See Leichtbau GmbH mit Werken in Kiel, die auf Anordnung von NS-Behörden im Zweiten Weltkrieg auch KZ-Häftlinge als Zwangsarbeiter beschäftigten, und am Fliegerhorst Neumünster, wo die Leichtbau GmbH in der heutigen Holstenhalle eine Flugzeug-Reparaturwerft betrieb.

### Tragflügelboote in Roßlau (1937–1945)
Ab 1937 wurden in Roßlau in Zusammenarbeit mit Freiherr von Schertel mit der Gebrüder Sachsenberg AG Tragflügelboote für die Kriegsmarine entwickelt und gebaut. Von den Tragflügelschnellbooten wurden Prototypen und Kleinserien in unterschiedlichen Lastklassen gebaut.

### Zweigbetrieb in Hamburg-Harburg (1940)
1940 wurde auf dem Gelände der ehemaligen Schlosswerft in Hamburg-Harburg ein Zweigbetrieb eröffnet. Hier und im Roßlauer Stammwerk wurden die ersten funktionstüchtigen Tragflügelboote der Welt entwickelt, konstruiert und gebaut.
Auch die Anlage des Hafens Roßlau geht auf die Aktivitäten der Gebr. Sachsenberg zurück.

### Nachkriegszeit und Sozialismus (1945–1989)

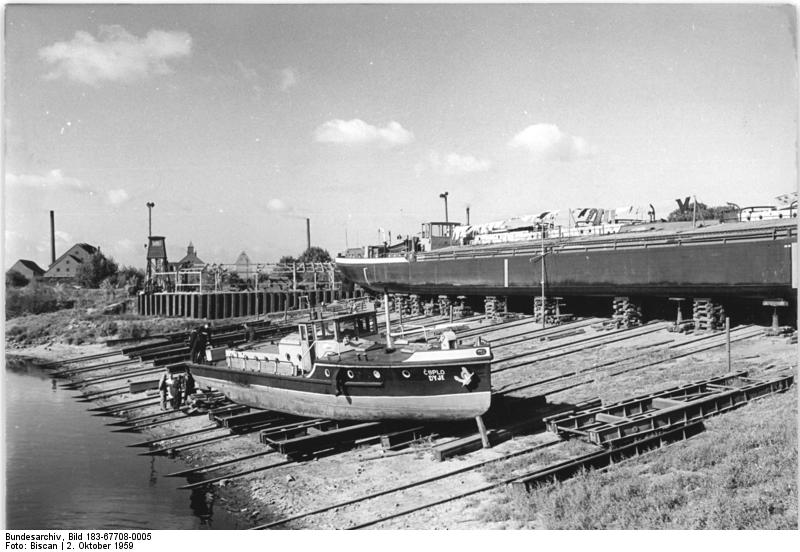
VEB Roßlauer Schiffswerft, Motor-Schlepper Dyje auf der Seitenhelling, 1959

Der Enteignung der Gründerfamilie Sachsenberg durch die Sowjetische Militäradministration im Jahr 1945 folgte die Demontage als Teil der Reparationsleistungen der DDR an die Sowjetunion. Zudem wurden bis Ende 1953 Motorfrachter und Logger als Reparationsleistungen rund 100 Mio. DM an die Sowjetunion geliefert.
Der Werksstandort wurde nach der Demontage als VEB Elbe-Werk und VEB Roßlauer Schiffswerft neu errichtet.
Die Seitenhelling wurde erneuert und verlängert, eine neue große Schiffbauhalle wurde 1952 eingeweiht und bis 1952 wurde die Belegschaft auf über 2.000 Arbeiter und Angestellte erhöht.
Damals entstand neben der Werft auch ein großer Gebäudekomplex für die schiffbauliche Nachwuchsausbildung, der die Betriebsberufsschule „Josef Ressel“, Lehrwerkstatt, Wohnheim, Speise- und Kultursaal sowie Sportplatz umfasste. Die Lehrausbildung erfolgte zum Schiffbauer, Dreher, Schweißer oder Technischen Zeichner (besonders Mädchen). Schulabgänger der POS erhielten nach erfolgreichem Abschluss der zweieinhalbjährigen Lehrausbildung in Theorie und Praxis das Facharbeiterzeugnis mit Fachschulreife ausgehändigt.

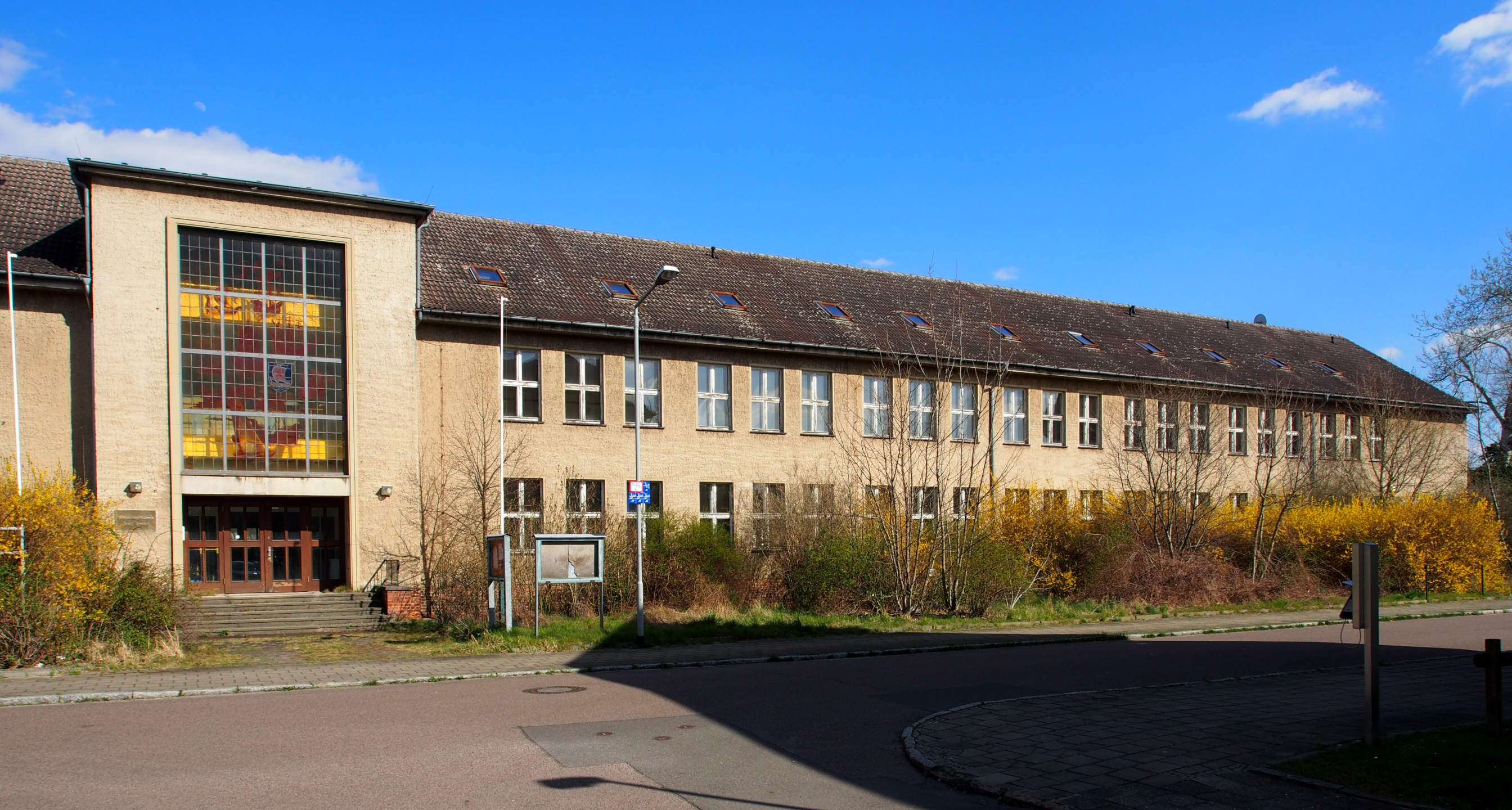
Betriebsberufsschule

Die Roßlauer Schiffswerft galt als eine der bedeutendsten, leistungsstärksten und exportorientierten Binnenwerften der DDR. Davon zeugt ein vielseitiges Schiffbauprogramm bis Anfang der 1980er Jahre.
- In den Jahren von 1948 bis 1952 entstanden sechs Fischereischiffe des Typs „Seiner“ für die damalige Sowjetunion.
- Fast gleichzeitig – von 1949 bis 1954 – erfolgte der Bau von rund 50 Loggern vom Typ „RL-201“ für die Fischereiflotte der DDR und der Sowjetunion.
- Über einen langen Zeitraum von 1951 bis 1968 entstanden 71 Binnen-Motorgüterschiffe (Mogü, Standard: Groß-Plauer Maß) für den VEB Deutsche Binnenreederei, die Sowjetunion und die BRD.
- Dazwischen wurde 1959 / 1960 14 Binnen-Tankschiffe (fünf für die DDR und neun für die BRD) produziert.
- Von 1952 bis 1965 spezialisierte sich die Werft auf den Bau von 25 See-Eimerkettenbaggern (Typ I „Warnemünde“ bis Typ IV „Saßnitz“), wobei 21 für den Export bestimmt waren. Hinzu kamen von 1960 bis 1965 13 See-Eimerkettenbagger der Serie „Newa-3“ für die Sowjetunion. Auf Grund ihrer Größe mussten die Seebagger zur Endmontage die Elbe abwärts über Hamburg und durch den Nord-Ostsee-Kanal in die Neptun-Werft nach Rostock verholt werden.
- Danach folgten von 1965 bis 1973 20 Heckfangkutter der Serie „Hannoun“ (Typ HT 200) und „Noe“ (Typ HX 301) für Tunesien, sechs Heckfangkutter der Serie „Diamant“ (Typ HD 560/561) für Dänemark, sechs Heckfangkutter der Serie „Stralsund“ (Typ HZ 400) für die Fischereigenossenschaften (FGS) Stralsund und Wismar sowie 20 Heckfangkutter der Serie „Chiffa I“ (Typ HT 250 SK) für Algerien.
- Der Bau von Tragflügelbooten war eine Besonderheit dieser Werft. 1962 fuhren zwei dieser Boote auf der Warnow zwischen Rostock und Warnemünde.
- Auch die Entwicklung von Schubbooten mit Schubleichtern und kleine Trawler mit Heckfangeinrichtung gehörten zu den Innovationsleistungen dieser Binnenschiffswerft.
- Von 1961 bis 1964 wurden vier Passagierschiffe an die Weiße Flotte Dresden abgeliefert.

Ab 1970 firmierte das Unternehmen als VEB Elbewerften Boizenburg/Roßlau, Werk Roßlau.
- 1969 bis 1977 erfolgte der Bau von 11 Küstenmotorschiffen der Serie „Abba“ (Typ Roßlau) und 15 Kümos der Serie „Joa“ (Typ Europa) für Norwegen.
- Ab 1977 wurden 22 Containerschiffe und Kümos der Serie „Bachtemir“ (Typ CBK) für die Binnen- und Küstenschifffahrt der Sowjetunion entwickelt, konstruiert und abgeliefert, bis 1989 wurden es rund 65 Einheiten.
- Danach folgten kleine Kühlschiffe und Küstenmotorschiffe.

Als bemerkenswerte Schiffsneubauten (Einzelanfertigungen) aus DDR-Zeiten für den Export sind erwähnenswert:
- Eisbrecher „Puma“ für die VR Polen (1955),
- See-Eimerkettenbagger Typ 400 für Rumänien (1957),
- Binnen-Motorgüterschiff Typ „Gustav Koenigs“ für die BRD (1957),
- Kutter „Muondoa Tabu“ für Sansibar (1966),
- Kutter „Matsaya Vigyani“ für Indien (1969),
- Kutter „Shika“ für Großbritannien (1969).

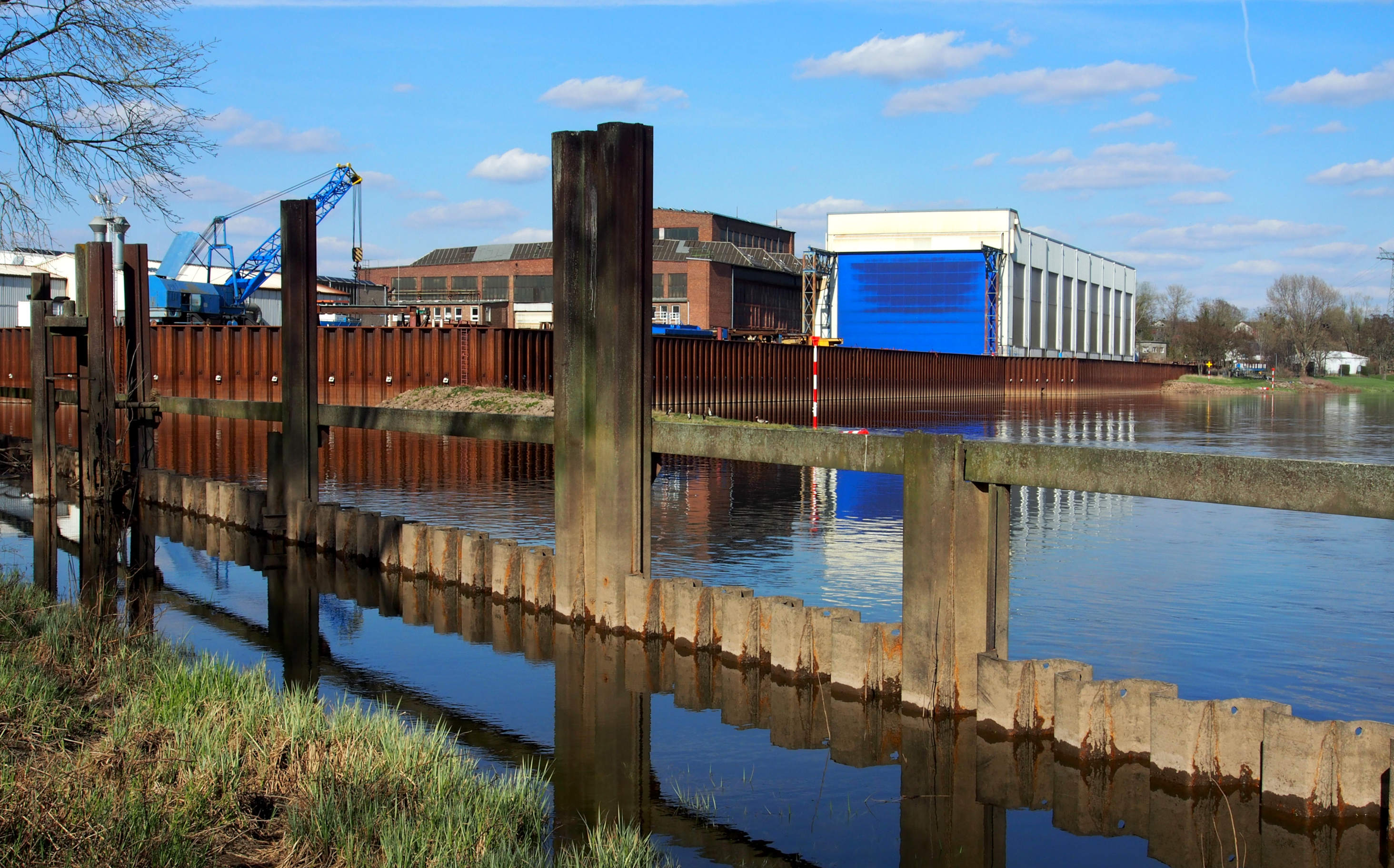
Einfahrt in den Werfthafen

### Roßlauer Schiffswerft GmbH, vom Schiffbau zum Stahlbau (1989–heute)

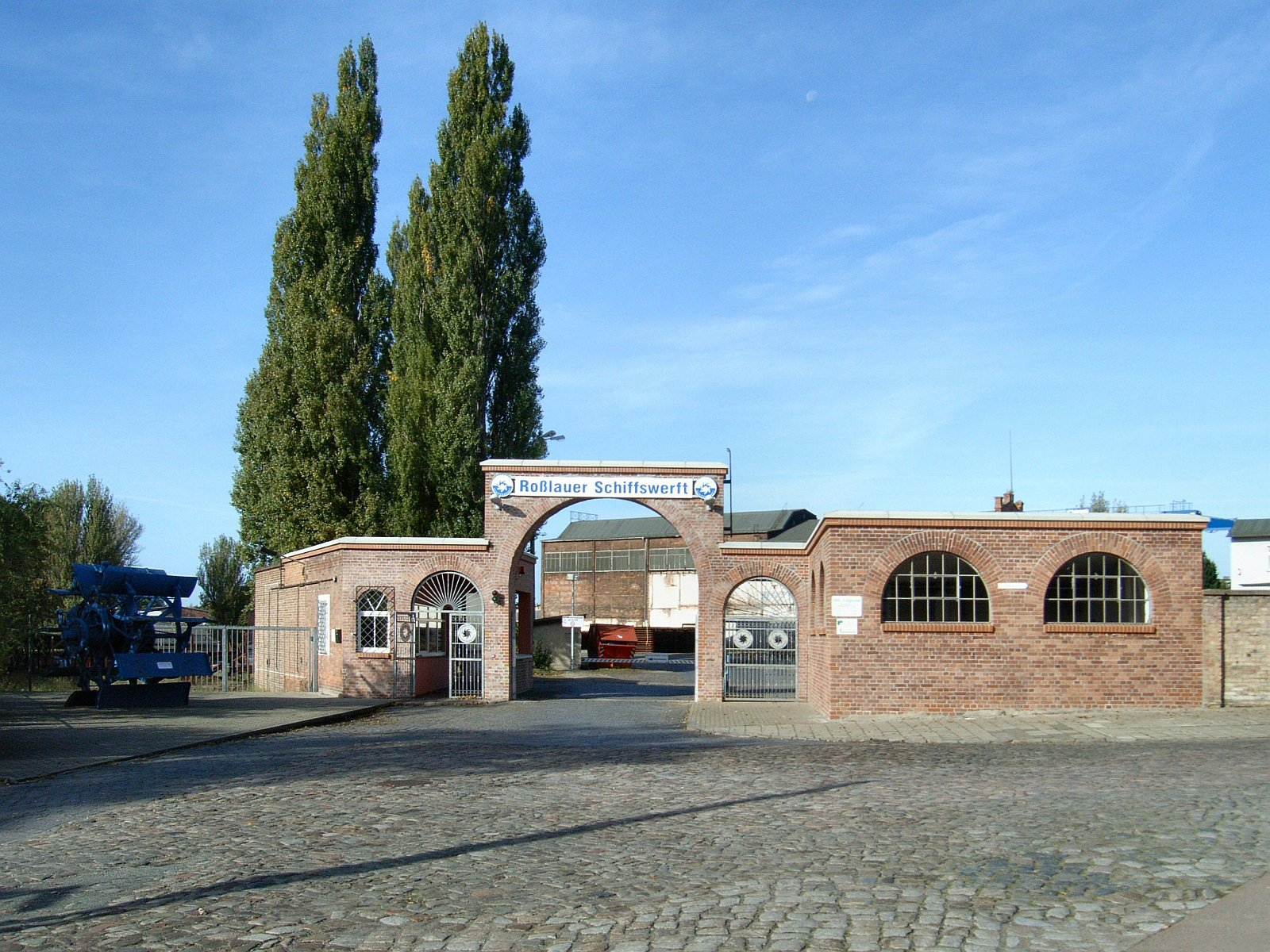
Roßlauer Schiffswerft, 2009

Von 1990 bis 1993 stand die Roßlauer Schiffswerft GmbH unter Verwaltung der Treuhandanstalt. 1994 erfolgte die Umfirmierung zur RSW Roßlauer Schiffswerft GmbH & Co. KG.
Aus wirtschaftlichen Gründen erfolgte eine Neuausrichtung des Unternehmens auf Stahlhochbau und Stahlbau mit maschinenbaulichen Elementen. Neben Zulieferteilen für den Schiffbau, z. B. Fahrstuhlschächten für Passagierschiffe, Stabilisatorenanlagen und Kranauslegern, produziert das Unternehmen seitdem leichte und schwere Stahlkonstruktionen. Seit 1997 baut RSW ferner Stahlbrücken, wie beispielsweise den Mittelteil des Überbaus der Elbebrücke Vockerode.
Die RSW Roßlauer Schiffswerft beschäftigt derzeit 221 Mitarbeiter, davon 25 Auszubildende. Sie ist heute Teil der Heinrich Rönner Gruppe.

## Schiffbau- und Schifffahrtsmuseum Roßlau

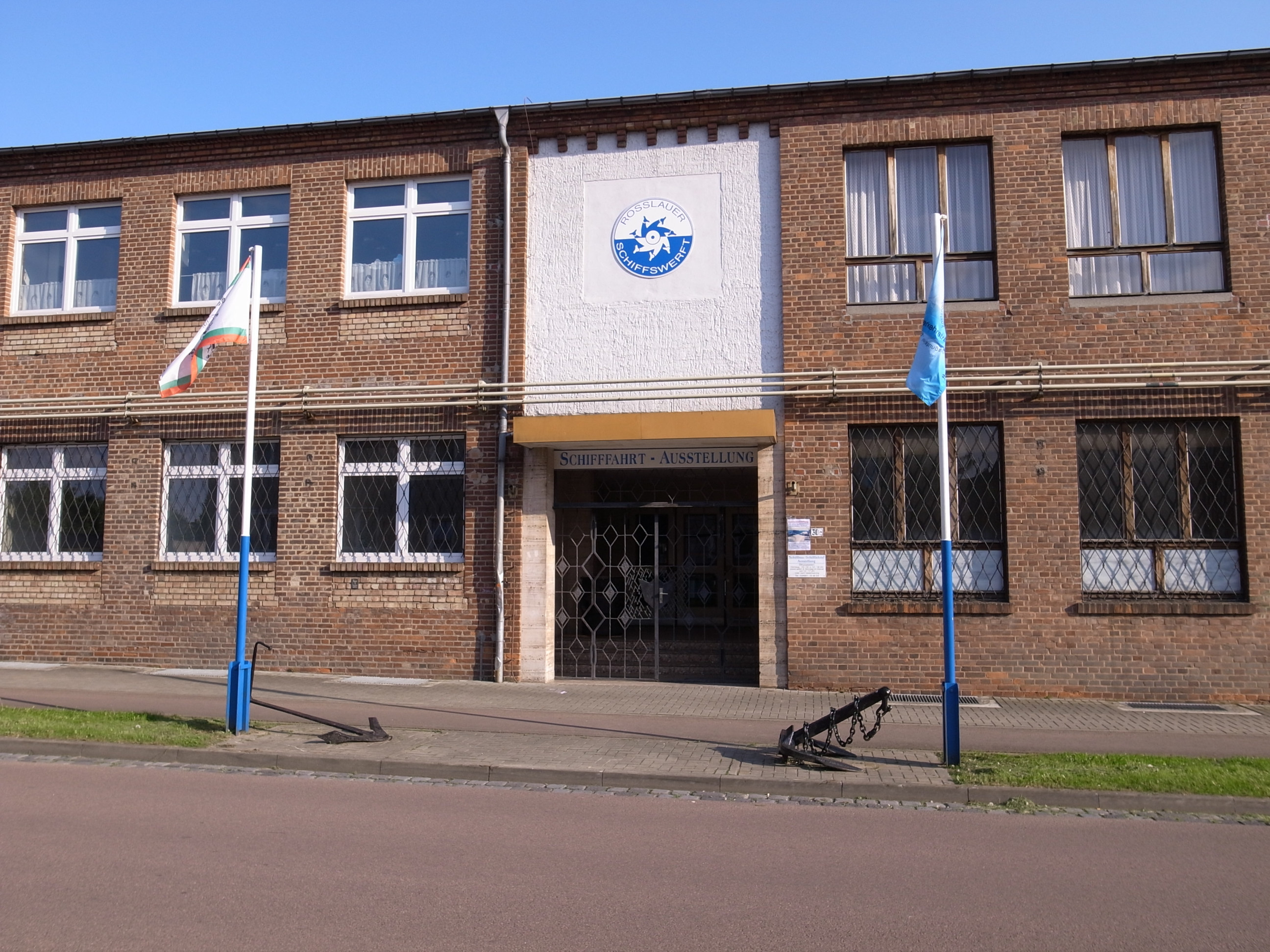
Schiffbau- und Schifffahrtsmuseum

Heute befindet sich auf dem Gelände der Roßlauer Schiffswerft das Schiffbau- und Schifffahrtsmuseum Roßlau. Dieses vermittelt die Geschichte der Schiffbautradition in Roßlau sowie die Geschichte der Elbeschifffahrt. Gezeigt werden Modelle, Zeichnungen, Fotos und Anschauungsmaterial aus der Praxis auf rund 300 m² Ausstellungsfläche.
Das Museum ist jeden Dienstag von 10 bis 12 Uhr und 14 bis 18 Uhr sowie an jedem dritten Sonntag im Monat von 14 bis 17 Uhr geöffnet.